# موری ناگایوشی

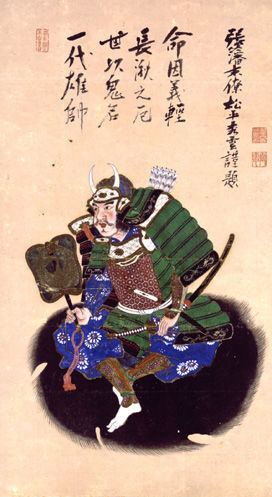
موری ناگایوشی

موری ناگایوشی (به ژاپنی: 森 長可 Mori Nagayoshi) (۱۵۸۴–۱۵۵۸ میلادی) یک سامورایی ژاپنی در خدمت اودا نوبوناگا و سپس تویوتومی هیده‌یوشی در دوره سنگوکو بود.